# Legionella quinlivanii
Espèce
Legionella quinlivanii est une espèce de bactéries gram-négatives de la famille des Legionellaceae.

## Description
Les Legionella quinlivanii sont des bacilles gram-négatifs dont la croissance est possible sur milieu BCYE supplémenté en L-cystéine mais pas en l'absence de cet acide aminé.

## Taxonomie
Le nom correct complet (avec auteur) de ce taxon est Legionella quinlivanii Benson et al. 1990. 
Cette espèce a été décrite par Robert F. Benson (d), W. Lanier Thacker (d), Reginald P. Waters (d), Peter A. Quinlivan (d), William R. Mayberry (d), Don J. Brenner (d) et Hazel W. Wilkinson (d), sur la base d'un prélèvement d'eau effectué le 10 mars 1986 dans le Sud de l'Australie.

### Étymologie
L'étymologie du nom de cette espèce est la suivante : quin.li.van’i.i. N.L. gen. masc. n. quinlivanii, de Quinlivan, nommé en l'honneur de Peter A. Quinlivan, l'un des auteurs de cette espèce, et ce à son insu par le reste de l'équipe.

## Publication originale
- (en) Robert F. Benson, W. Lanier Thacker, Reginald P. Waters, Peter A. Quinlivan, William R. Mayberry, Don J. Brenner et Hazel W. Wilkinson, « Legionella quinlivanii sp. nov. Isolated from Water », Current Microbiology, États-Unis, vol. 18,‎ mars 1989, p. 195-197 (ISSN 0343-8651, e-ISSN 1432-0991, DOI 10.1007/BF01569569).